# Негрілешть (комуна, Вранча)
Негрілешть, Негрілешті (рум. Negrilești) — комуна у повіті Вранча в Румунії. До складу комуни входить єдине село Негрілешть.
Комуна розташована на відстані 173 км на північ від Бухареста, 45 км на північний захід від Фокшан, 117 км на північний захід від Галаца, 90 км на схід від Брашова.

## Населення
У 2009 року у комуні проживали 1796 осіб.

## Зовнішні посилання
- Дані про комуну Негрілешть на сайті Ghidul Primăriilor